# Jozef Brieška
Jozef Brieška (1. května 1891 Tekovské Nemce – 24. června 1964) byl slovenský a československý politik a poválečný poslanec Ústavodárného Národního shromáždění za Demokratickou stranu.

## Biografie
Profesí byl rolníkem.
V parlamentních volbách v roce 1946 se stal členem Ústavodárného Národního shromáždění za Demokratickou stranu. V parlamentu setrval formálně do parlamentních voleb v roce 1948.